# Club Penguin: Elite Penguin Force
Club Penguin: Elite Penguin Force — видеоигра для Nintendo DS, основанная на массовой многопользовательской онлайн-игре Club Penguin. Она была выпущена 25 ноября 2009 в США, 13 марта 2009 в Европе и 16 апреля 2009 года в Австралии. В сентябре 2010 было выпущено коллекционное издание содержащее апгрейды и дополнения для игры.
Это игра о Elite Penguin Force (с англ. — «Элитные Силы Пингвинов»), секретном агентстве, созданном для держания Клуба пингвинов в безопасности. Было продано 1.5 миллиона копий игры по всему миру.

## Игровой процесс
Игроки могут участвовать в миссиях, где нужно использовать различные гаджеты, вещи и способности для того, чтобы исследовать таинственные события в Club Penguin. Игроки займутся новыми минииграми, такими как Сноубординг, Танцевальное соревнование (англ. Dance Challenge) и миниигры, которые также доступны на веб-сайте Club Penguin, такие как Тележный сёрфер (англ. Cart Surfer), Приключение на реактивном ранце (англ. Jet Pack Adventure) и Рыбалка в проруби (англ. Ice Fishing).

## Отзывы
| Сводный рейтинг    | Сводный рейтинг |
| Агрегатор          | Оценка          |
| ------------------ | --------------- |
| Metacritic         | 72/100          |
| Иноязычные издания |                 |
| Издание            | Оценка          |
| IGN                | 7/10            |
| Variety            | (average)       |

Club Penguin: Elite Penguin Force получила смешанные отзывы на Metacritic.
Игра была одной из самых продаваемых на Nintendo DS.